# Liste der Städte in der Republik Dagestan
Dies ist eine Liste der Städte und Siedlungen städtischen Typs in der russischen Republik Dagestan.
Die folgende Tabelle enthält die Städte (Name fett) und Siedlungen städtischen Typs der Republik, ihre russischen Namen, die Verwaltungseinheiten, denen sie angehören (Rajon oder Stadtkreis), ihre Einwohnerzahlen für den 14. Oktober 2010, ihre Wappen und geographischen Koordinaten sowie die Jahreszahlen der Verleihung des Status einer Siedlung städtischen Typs (SsT) und der Stadtrechte, sofern zutreffend. In der Republik gibt es 10 Städte und 18 Siedlungen städtischen Typs (Stand 2019). Fünf Städte gingen aus Siedlungen städtischen Typs hervor.
| Name               | Russisch          | Rajon/Stadtkreis                | Einwohner | Wappen | Lage                 | SsT    | Stadt |
| ------------------ | ----------------- | ------------------------------- | --------- | ------ | -------------------- | ------ | ----- |
| Alburikent         | Альбурикент       | Machatschkala (Stadtkreis)      | 12.413    |        | 42° 58′ N, 47° 28′ O | 1992   | –     |
| Atschi-Su          | Ачи-Су            | Karabudachkentski               | 1.679     |        | 42° 39′ N, 47° 41′ O | 1938   | –     |
| Bawtugai           | Бавтугай          | Kisiljurt (Stadtkreis)          | 4.765     |        | 43° 10′ N, 46° 50′ O | 1992   | –     |
| Belidschi          | Белиджи           | Derbentski                      | 12.236    |        | 41° 52′ N, 48° 23′ O | 1965   | –     |
| Buinaksk           | Буйнакск          | Buinaksk (Stadtkreis)           | 62.623    |        | 42° 49′ N, 47° 7′ O  | –      | 1866  |
| Chassawjurt        | Хасавюрт          | Chassawjurt (Stadtkreis)        | 131.187   |        | 43° 15′ N, 46° 35′ O | –      | 1931  |
| Dagestanskije Ogni | Дагестанские Огни | Dagestanskije Ogni (Stadtkreis) | 27.923    |        | 42° 7′ N, 48° 12′ O  | 1938 1 | 1990  |
| Derbent            | Дербент           | Derbent (Stadtkreis)            | 119.200   |        | 42° 4′ N, 48° 18′ O  | –      | 1840  |
| Dubki              | Дубки             | Kasbekowski                     | 5.202     |        | 43° 1′ N, 46° 50′ O  | 1974   | –     |
| Isberbasch         | Избербаш          | Isberbasch (Stadtkreis)         | 55.646    |        | 42° 34′ N, 47° 52′ O | 1938   | 1949  |
| Juschno-Suchokumsk | Южно-Сухокумск    | Juschno-Suchokumsk (Stadtkreis) | 10.035    |        | 44° 40′ N, 45° 39′ O | 1963   | 1988  |
| Kaspijsk 2         | Каспийск          | Kaspijsk (Stadtkreis)           | 100.129   |        | 42° 53′ N, 47° 38′ O | 1936   | 1947  |
| Kisiljurt          | Кизилюрт          | Kisiljurt (Stadtkreis)          | 32.988    |        | 43° 12′ N, 46° 52′ O | 1960   | 1963  |
| Kisljar            | Кизляр            | Kisiljurt (Stadtkreis)          | 48.984    |        | 43° 51′ N, 46° 43′ O | –      | 1785  |
| Kjachulai          | Кяхулай           | Machatschkala (Stadtkreis)      | 6.962     |        | 42° 58′ N, 47° 29′ O | 1992   | –     |
| Komsomolski        | Комсомольский     | Kisljar (Stadtkreis)            | 2.723     |        | 43° 59′ N, 46° 42′ O | 1962   | –     |
| Leninkent          | Ленинкент         | Machatschkala (Stadtkreis)      | 15.532    |        | 42° 58′ N, 47° 21′ O | 1965   | –     |
| Machatschkala      | Махачкала         | Machatschkala (Stadtkreis)      | 572.076   |        | 42° 59′ N, 47° 29′ O | –      | 1844  |
| Mamedkala          | Мамедкала         | Derbentski                      | 11.029    |        | 42° 10′ N, 48° 8′ O  | 1965   | –     |
| Manas              | Манас             | Karabudachkentski               | 5.357     |        | 42° 44′ N, 47° 41′ O | 1965   | –     |
| Nowy Kjachulai     | Новый Кяхулай     | Machatschkala (Stadtkreis)      | 9.875     |        | 42° 56′ N, 47° 31′ O | 1994   | –     |
| Nowy Sulak         | Новый Сулак       | Kisiljurt (Stadtkreis)          | 3.423     |        | 43° 13′ N, 46° 49′ O | 1992   | –     |
| Schamchal          | Шамхал            | Machatschkala (Stadtkreis)      | 11.855    |        | 43° 3′ N, 47° 20′ O  | 1965   | –     |
| Schamilkala        | Шамилькала        | Unzukulski                      | 4.886     |        | 42° 41′ N, 46° 52′ O | 1995   | –     |
| Semender           | Семендер          | Machatschkala (Stadtkreis)      | 13.677    |        | 42° 59′ N, 47° 24′ O | 1999   | –     |
| Sulak              | Сулак             | Machatschkala (Stadtkreis)      | 8.565     |        | 43° 16′ N, 47° 30′ O | 1949   | –     |
| Tarki              | Тарки             | Machatschkala (Stadtkreis)      | 15.356    |        | 42° 57′ N, 47° 30′ O | 1958   | –     |
| Tjube              | Тюбе              | Kumtorkalinski                  | 6.496     |        | 43° 3′ N, 47° 18′ O  | 1985   | –     |

## Ehemalige städtische Siedlungen
Folgende Ortschaften besaßen ehemals den Status einer Siedlung städtischen Typs (ausschließlich derer, die später Stadtrecht erhielten und in der obigen Tabelle aufgeführt sind) und sind heute wieder Dörfer (selo), sofern nicht anders angegeben:
| Name (heutiger)    | Russisch            | Rajon/Stadtkreis (heutige) | Lage                 | Von  | Bis  | Bemerkung/ heutiger Status                                                                               |
| ------------------ | ------------------- | -------------------------- | -------------------- | ---- | ---- | --- |
| Druschba           | Дружба              | Buinakski                  | 42° 58′ N, 46° 53′ O | 1964 | 1974 | war dem Stadtsowjet Kisiljurt unterstellt; überflutet vom Tschirkei-Stausee                              |
| Petrowsk-Kawkasski | Петровск-Кавказский | Machatschkala (Stadtkreis) | 43° 0′ N, 47° 28′ O  | 1929 | 1934 | eingemeindet nach Machatschkala, heute Stadtteil (mikrorajon) Machatschkala Perwaja (Machatschkala 1-ja) |
| Kotschubei         | Кочубей             | Tarumowski                 | 44° 23′ N, 46° 34′ O | 1965 | 1992 | |
| Kubatschi          | Кубачи              | Dachadajewski              | 42° 5′ N, 47° 36′ O  | 1965 | 2015 | |
| Lopatin            | Лопатин             | Machatschkala (Stadtkreis) | 43° 53′ N, 47° 42′ O | 1947 | 1965 | seit spätestens den 1970er-Jahren nicht mehr existent                                                    |
| Manaskent          | Манаскент           | Karabudachkentski          | 42° 45′ N, 47° 41′ O | 1965 | 2005 | |